# 聖伯多祿教堂 (迦百農)

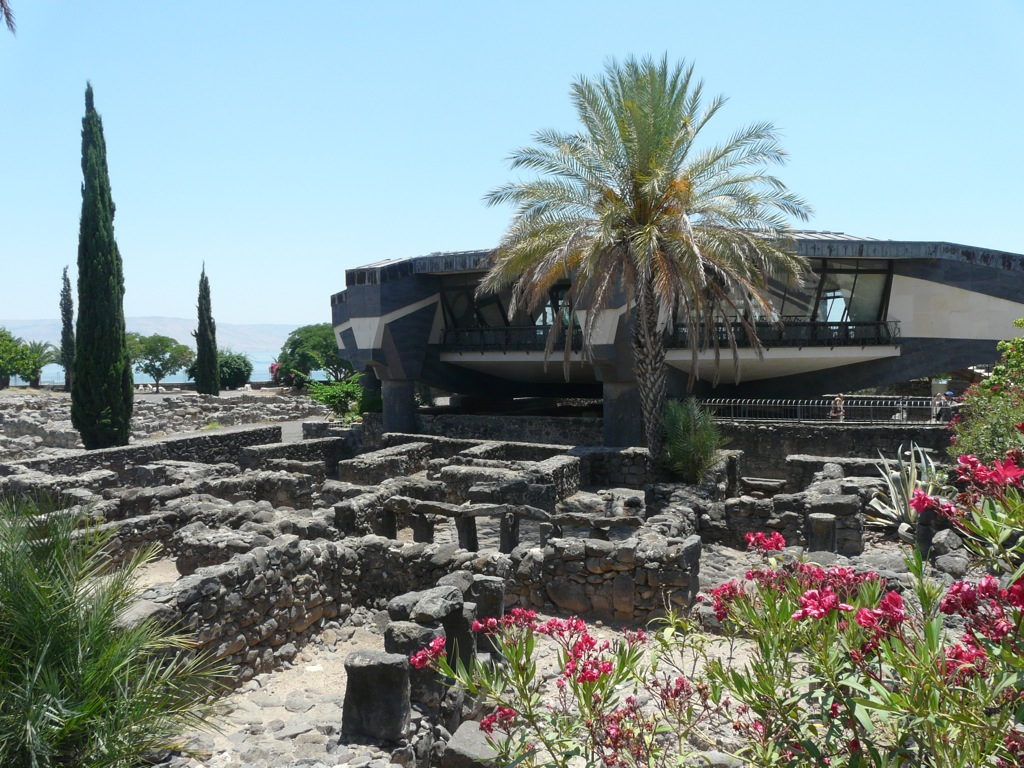
聖伯多祿教堂

聖伯多祿教堂（希伯來語：‎），又稱迦百農聖伯多祿朝聖教堂，是位於以色列北部迦百農考古遺址的一座羅馬天主教的教堂。這座教堂是迦百農方濟各會修道院的一部分，奉獻給聖伯多祿。